# 24syv
 Ikke at forveksle med Radio24syv.
24syv (før navneskifte kendt som Radio Loud eller LOUD) var en dansk digital public service-radiokanal beliggende i København drevet af Berlingske Media gennem selskabet Kulturradio Danmark A/S. 24syv gik i luften 1. april 2020 under navnet LOUD og blev udsendt over DAB til størstedelen af Danmark, men bl.a. ikke Bornholm og dele af Lolland-Falster. Radio Loud havde erklæret sin målgruppe som værende den yngste halvdel af befolkningen, og unge i alderen 15-32 år.
Radio Loud blev genstand for en del kontrovers, da kanalen slog det etablerede medie Radio24syv i forbindelse med et offentligt udbud af en DAB-kanal med fokus på kultur i oktober 2019. Herefter fulgte et forløb, hvor Radio Loud løbende blev kritiseret i medierne og af politikere for især sine bemærkelsesværdigt lave lyttertal, der til tider var så lave, at analyseinstituttet Kantar Gallup var ude af stand til at måle en eneste lytter på en uge.
Radio Loud sendte i halvandet år, hvorefter de meget lave lyttertal samt en "usædvanligt skarp kritik" fra tilsynsmyndigheden, Radio- og TV-nævnet, førte til en proces, hvor kanalens direktører fratrådte og den oprindelige ejerkreds bestående af en sammenslutning af lokalradioer solgte sin andel til Berlingske Media. Berlingske Media valgte efterfølgende at ændre ungdomsmediets navn fra Radio Loud til 24syv, hvilket kanalen herefter hed fra januar 2021. Kanalen er i flere medier og blandt andet af sin tidligere bestyrelsesformand blevet omtalt som "danmarkshistoriens største medieskandale".
Som følge af medieaftalen for 2023-2026, der blev indgået i sommeren 2023, fik stationen ikke fornyet sin sendetilladelse og lukkede således 31. marts 2024.

## Historie
Radio Loud blev en realitet, da Kulturradio Danmark A/S vandt det statslige udbud af en DAB-kanal med fokus på kultur, som fra politisk side var åbnet med henblik på at give den daværende kanal Radio24syv en mulighed for fortsat at sende. Forinden havde Radio24syv mistet sin FM-sendetilladelse og statslige bevillinger til den nye R4dio, da VLAK-regeringen og Dansk Folkeparti med medieforliget i 2018 vedtog kravet om hovedsæde vest for Storebælt for genudbuddet af FM-kanalen. I tiden op til Radio24syvs lukning opstod tiltagende politisk vilje til at bevare kanalen, hvorfor udbuddet af en i forvejen vedtaget DAB-kanal med fokus på kultur efter folketingsvalget 2019 blev ændret for at imødekomme Radio24syv som ansøger af den nyvalgte socialdemokratiske regering med kulturminister Joy Mogensen og dens støttepartier ved en genforhandling af medieforliget.
Med denne ændring af DAB-udbuddet øjnede vært og bestyrelsesformand for den sydfynske lokalradio Radio Diablo, Martin Brandt Larsen, muligheden for at realisere sin vision om en radiokanal henvendt unge. Han dannede en sammenslutning af ni lokalradioer: Radio Diablo, Radio Limfjord, Radio Max, Radio Globus, Radio Viva, Radio Victoria, Classic Rock Århus, Classic Rock København og Din Radio Østjylland og allierede sig med konsulent og bestyrelsesmedlem i bl.a. R4dio Ole Mølgaard, der som udviklingschef bistod i udviklingen og udfærdigelsen af ansøgning med fokus på indgå aftaler med kanalens mange potentielle samarbejdspartnere. Til at skrive selve ansøgningen hyrede Ole Mølgaard yogalæreren Ann Lykke Davidsen, som tidligere havde haft forskellige mellemlederstillinger i DR, bl.a. som Ole Mølgaards underordnede, da han var musikchef og hun musikredaktør. Ann Lykke Davidsen havde været ude af mediebranchen siden sin fritstilling fra jobbet som redaktionschef på DR Aktuelt med ansvar for Aftenshowet, men takkede ja til stillingen som direktør for Radio Loud. Komiker Sebastian Dorset gav desuden i dagene op til ansøgningsfristen telefonisk samtykke om at være kanalens satireredaktør, men måtte dog efter udbudssejren trække sig, da det viste sig uforeneligt med hans øvrige arbejde.
Loud endte med at vinde DAB-udbuddet 22. oktober 2019 med deres pris som den primære udslagsgivende faktor, idet kanalen ønskede at bruge 261 millioner kroner, mens Radio24syv ansøgte om de samlede midler til rådighed på i alt 280 millioner over den fireårige periode, DAB-licensen gjaldt. Det af kulturministeriet nedsatte nævn for radio og tv med formand Caroline Heide-Jørgensen blev efterfølgende genstand for kritik grundet deres afgørelse og bedømmelser af de to kanaler Loud og Radio24syv, både fra eksperter, folk tilknyttet sidstnævnte kanal og politikere. Især medieordfører for Det Radikale Venstre, Jens Rohde, kritiserede afgørelsens saglighed og ønskede den omstødt, men også SF, Venstres Claus Hjort Frederiksen og Liberal Alliance fremsatte lignende argumenter. Radio Loud fastholdt, at afgørelsen om sendetilladelsen i deres øjne var definitivt afgjort, hvilket også viste sig korrekt, idet kanalen har beholdt licensen trods adskillelige forsøg på protester.

## Struktur og ledelse
I kanalens første halvandet år var Ann Lykke Davidsen Louds direktør og ansvarshavende chefredaktør. I forbindelse med den vedblivende kritik, lave lyttertal og en afgørelse fra Radio- og TV-nævnet, som fastslog, at kanalen på en række områder var blevet drevet i modstrid med den kontraktlige aftale med staten, sendetilladelsen, fratrådte Ann Lykke Davidsen og blev erstattet af Simon Andersen, som kom fra stillingen som nyhedschef på Berlingske Tidende.
Desuden er Radio Loud finansieret gennem en for et public service-medie hidtil uset struktur, hvor kanalen indgår i en række samarbejder med såkaldte kulturpartnere i form af danske kulturinstitutioner, der producerer sponseret indhold til kanalen. Radio Louds kulturpartnere er ved stiftelsen Nationalmuseet, Roskilde Festival, spillestedet VEGA, Ungdomsbureauet, teater Mungo Park, kommunikationsmuseet Enigma, Det Kongelige Danske Musikkonservatorium, lex.dk og Danske Studerendes Fællesråd.

## Modtagelse
Radio Louds premiere 1. april 2020 faldt sammen med det verdensomspændende udbrud af virussen Covid-19, hvilket kanalen forklarede deres ufærdige hjemmeside og app med. Ligeledes blev størstedelen af kanalens sendeplan udgjort af én lang udsendelse under titlen Loud i undtagelsestilstand, som midlertidigt rummede begrænsede udgaver af de forskellige planlagte programmer.
Kanalen udkom til udpræget negative anmeldelser med bedømmelser på mellem 1 og 3 stjerner. Et gennemgående kritikpunkt var satire-satsningen PutyPie, opkaldt efter kanalens bagmænds bestræbelse på at stave til den svenske YouTube-stjerne PewDiePie i deres ansøgningsmateriale, som af Information blev kaldt "komisk dårlig" og ligeledes fremhævedes negativt af Ekstrabladet. Kanalens generelle niveau, der bl.a. blev beskrevet som "en halvlunken udgave af en hvilken som helst anden morgenflade" af Berlingske Tidende, kritiseredes også af flertallet af anmeldere. På den positive side betonede flere anmeldere kanalens potentiale for positiv udvikling med tiden, heriblandt Information og Filmmagasinet Ekko.
I befolkningen blev Radio Loud altovervejende modtaget med manglende interesse. Således var analyseinstituttet Gallup ude af stand til at måle Radio Louds lyttertal i de første to uger, idet så få lyttere kunne observeres, at de ikke udgjorde et statistisk sikkert grundlag. Direktør Ann Lykke Davidsen afviste både de dårlige anmeldelser og lave lyttertal som utroværdige grundet hhv. anmeldernes habilitet og målemetoderne for lyttere.
Siden premieren har Radio Loud fortsat sendt til overvejende dårlige anmeldelser. Programmet Spejlet, hvor en person ser sig selv i spejlet og taler i en time, er dog blevet rost i flere medier.

## Kontroverser
Både i det halve år efter udbudssejren frem til premieredatoen og i tiden som aktiv radiokanal har Radio Loud været genstand for en del kritik.

### Sponseret indhold
Forretningsmodellen, hvor Loud er afhængig af indhold produceret af deres samarbejdspartnere, har været kritiseret fra flere kanter. Grundet kanalens status som public service-medie har andre og konkurrerende kulturelle institutioner end dem, der indgår som partnere i Radio Loud, rejst kritik af samarbejdet som en statsfinansieret skævvridning af kulturmarkedet, heriblandt Bremen Teater og Train. Eksempelvis skulle Roskilde Festival og VEGA efter planen producere udsendelser om deres forestående besøgende artister. Ligeledes er der fra journalistisk side sået tvivl om Radio Louds habilitet som objektivt medie i portrætteringen af de forskellige samarbejdspartnere og de eventuelle negative sager, der i fremtiden måtte opstå om disse. Radio Loud har gennem deres direktør Ann Lykke Davidsen afvist denne kritik og fastholdt kanalens samarbejder som uproblematiske.
På Radio Louds hjemmeside svarer kanalen selv på spørgsmålet om, hvorvidt radiostationen bliver en "reklamesøjle for kulturpartnere" med "Absolut ikke!" og understreger som Ann Lykke Davidsen, at alle programplaner og redaktionelle beslutninger træffes uafhængigt af disse og dermed udelukkende af Radio Louds redaktion.

### Ansættelsesforhold
Da Radio Loud begyndte at søge ansatte til stationen, kom nogle forhold omkring deres ansættelsesforhold i medierne og politikernes søgelys. Således betaler Loud deres natværter via ungdomsmagasinet Sein med et "symbolsk beløb", der løber op i 1.500 kroner om måneden pr vært, hvilket blev forsvaret af stationen bl.a. med at arbejdet er ufaglært.
Metoden blev kritiseret af Dansk Journalistforbund for at "slå bunden ud af arbejdsmarkedet" ved at anvende frivillig arbejdskraft fremfor journalister. Ligeledes modtog Loud kritik fra regeringspartiet Socialdemokratiets politiske ordfører Jesper Petersen for deres dårlige løn- og arbejdsvilkår, som også senere betonede public service-mediers forpligtelse til ikke at benytte sig af underbetaling. Direktør Ann Lykke Davidsen afviste kritikken af aflønningsmetoden og kaldte den derimod "fin løn til ufaglærte unge".
Et andet aspekt af Radio Louds ansættelsesforhold, som tidligt blev udsat for kritik, var, at de fleste menige ansatte blev ansat på tidsbegrænsede kontrakter på 1-2 år, fremfor fastansættelser, som Dansk Journalistforbund ellers angiver som overenskomstmæssigt. Radio Loud forsvarede kritikken om manglende jobsikkerhed for deres unge ansatte med retslig hjemmel og fremhævede modsat metodens fleksibilitet som en positiv effektiv.

### Censur af parodi-sider
Efter Radio Louds sejr i DAB-udbuddet blev den vordende kanal genstand for en del morskab grundet sine mange stave- og sprogfejl, urealistiske bud på værtstyper samt programkoncepter, der ifølge kritikkerne hverken lød gode eller som henvendt det proklameret unge publikum. Et vidne herom er Facebook-kontoen @RealRadioLoud, som fra denne periode og i tiden op til Louds premiere udgav parodier på kanalens ansøgning. Radio Loud valgte at anmelde og dermed forårsage sletningen af den satirisk parodi på dem selv, som kanalen mente, forbrød sig på deres varemærke. Dette til trods for at profilen var tydeligt deklareret som satire og præsenterede sig med et markant anderledes logo end den faktiske Radio Loud, hvilket efterfølgende også ledte til, at Facebook anerkendte fejlen og genåbnede siden. Direktør Ann Lykke Davidsen fastholdt efter denne afgørelse, at kanalen havde ageret rigtigt ved at anmelde siden, da man ønskede at undgå forvirring om, hvilken side, der var den rigtige Radio Louds, og dermed lade Facebook være dommer over denne og andre falske Radio Loud-siders berettigelse.
En parodiside på Instagram skabt i protest mod Radio Louds ageren i førnævnte sag kaldet radioloudmigirøven.dk måtte efter halvanden måneds aktivitet ligeledes se sig anmeldt af Radio Loud og som resultat heraf deaktiveret med anklager om at have udgivet sig for at være Radio Loud. Direktør Ann Lykke Davidsen, der betegner sig selv som "stor fortaler for satire", anerkendte i denne sammenhæng, at folk formentligt ikke tager fejl af satiresiden som værende Radio Loud, men at man af hensyn til beskyttelsen af sit brand ikke ønskede, at siden dukkede op, når folk søger efter Radio Loud på Instagram.
Løbende er Radio Louds meget konsekvente håndtering af tilfælde, hvor andre har benyttet sig af deres varemære, blev sammenstillet med kanalens manglende vilje til at imødekomme en københavnsk DJ ved navn Loud. Siden offentliggørelsen af Radio Loud som vinder af DAB-udbuddet forsøgte DJ Karsten Thorhauge således at komme i kontakt med stationen, da han i mange år havde optrådt under kunstnernavnet Loud og i ugerne op til kanalens premiere blev hans anmodning afvist af Radio Louds advokater.

### Lyttertal
Radio Loud havde i deres første måned i æteren bemærkelsesværdigt få og gamle lyttere. Dette førte til, at det blev et politisk spørgsmål, hvorvidt kanalen, såfremt tendensen fortsætter, stadig har sin eksistensberettigelse. Således udtrykte medieordførerne fra Venstre og Dansk Folkeparti bekymring for de "alarmerende lave lyttertal", ligesom Socialdemokratiets medieordfører reagerede med udtalelse om, at regeringen og støttepartierne i sidste ende er ansvarlige for kanalen, men "at få [..] lyttere, det er kanalens ansvar. Og med det ret store budget, de har, må de også formå at leve op til det". Alle parter var dog enige om, at det var meget tidligt at afsige dom over kanalens succes.
Idet lyttertallene i løbet af 2020 ikke blev højere, blev Radio Louds indhold og eksistensberettigelse et fast tema i dækningen af danske medier. Flere af de store kulturinstitutioner, der havde leveret programmer til kanalen udtrykte bekymring over, at indholdet ikke nåede ud til lytterne. Der er ingen formelle krav til lyttere i Radio Louds aftale med staten, men professor i medieret Sten Schaumburg-Müller har vurderet, at dette forhold potentielt godt kan resultere i en fratagelse af kanalens sendetilladelse grundet brud på grundlæggende forudsætninger.
I Louds første år, 2020, valgte kanalen som det eneste public service-medie ikke at oplyse offentligheden om deres ugentlige podcasttal via tjenesten Podcast-indekset, men i stedet lejlighedsvist selv oplyse deres samlede tal for downloads og streams af deres programmer. I løbet af de første tre måneders sendetid havde Radio Loud lidt under 3.500 podcast-lytninger om ugen. I oktober 2020 var tallet ifølge kanalen 11.000 om ugen, hvoraf Nationalmuseets podcasts Den Yderste Grænse og Sexhundredetallet udgjorde omkring en tredjedel af det samlede antal podcasts.

### Tilsidesættelse af krav
I forbindelse med tilsynsmyndigheden, Radio- og TV-nævnets, første gennemgang af, hvorvidt kanalen lever op til de kontraktlige krav, der er stillet til kanalens drift, bliver overholdt, blev konstateret en række krav, som kanalen havde undladt at overholde. Dette fik Radio- og TV-nævnet til at fremsætte en "usædvanligt skarp kritik" med krav om, at dette blev rettet op indenfor fire måneder.
Det blev blandt andet påtalt, at Radio Loud havde anlagt sin egen definition af live-radio, som kanalens sendetilladelse ellers kræver bliver sendt i minimum halvdelen af døgnet, idet Radio Loud anså det for live, hvis blot en person var til stede i radiostudiet under afspilningen af eksempelvis en genudsendelse. Kanalen havde også undladt at drive lokalredaktioner fem forskellige steder på Fyn og i Jylland for i stedet at placere en større redaktion hos ejeren Radio Diablo, ligesom at kanalens manglende lytterinddragelse som følge af de lave lyttertal blev påtalt af Radio- og TV-nævnet. Desuden havde Radio Loud også undladt at producere en interaktiv app, som man ellers havde lovet i forbindelse med udbuddet og var forpligtet til gennem sendetilladelsen, idet kanalen i stedet havde fået et firma ejet af et medlem af Kulturradio Danmark og Radio Diablos bestyrelse til at fremstille en væsentligt mere begrænset app.